# Barbarea grandiflora
Barbarea grandiflora är en korsblommig växtart som beskrevs av Nikolaj Adolfovitj Busj. Barbarea grandiflora ingår i släktet gyllnar, och familjen korsblommiga växter. Inga underarter finns listade i Catalogue of Life.